# Comuna de Małogoszcz
Małogoszcz (polaco: Gmina Małogoszcz) é uma gminy (comuna) na Polónia, na voivodia de Santa Cruz e no condado de Jędrzejowski. A sede do condado é a cidade de Małogoszcz.
De acordo com os censos de 2004, a comuna tem 11 776 habitantes, com uma densidade 81 hab/km².

## Área
Estende-se por uma área de 145,37 km², incluindo:
- área agricola: 65%
- área florestal: 27%

## Demografia
Dados de 30 de Junho 2004:
|                      | Total   | Total | Mulheres | Mulheres | Homens  | Homens |
| -------------------- | ------- | ----- | -------- | -------- | ------- | ------ |
|                      | pessoas | %     | pessoas  | %        | pessoas | %      |
| População            | 11 776  | 100   | 5862     | 49,8     | 5914    | 50,2   |
| Densidade (pop./km²) | 81      | 100   | 40,3     | 40,3     | 40,7    | 40,7   |

De acordo com dados de 2005, o rendimento médio per capita ascendia a 1889,05 zł.

## Comunas vizinhas
- Chęciny, Jędrzejów, Krasocin, Łopuszno, Oksa, Sobków, Włoszczowa